# NGC 7004
NGC 7004 هي مجرة لولبية تبعد حوالي 330 مليون سنة ضوئية تقع في كوكبة الهندي. يبلغ قطره حوالي 166,980 سنة ضوئية تم اكتشافه من قبل عالم الفلك جون هيرشل في 2 أكتوبر 1834. ويعتبر جزء من مجموعة من المجرات التي تحتوي على المجرة 7002 NGC.

## وصلات خارجية
- NGC 7004 على موقع ويكي سكاي: DSS2, SDSS, GALEX, IRAS, Hydrogen α, X-Ray, Astrophoto, Sky Map, Articles and images